# Plasmidkopienzahl
Die Plasmidkopienzahl beschreibt die Zahl an Plasmiden einer Art pro Zelle.
Man unterscheidet zwischen
- low-copy Plasmidkopienzahl zwischen 1 und 12 pro Zelle
- medium-copy Plasmidkopienzahl zwischen 15 und 20 pro Zelle
- high-copy Plasmidkopienzahl zwischen 20 und 700 pro Zelle[1]

Die Unterschiede in der Kopienzahl entstehen durch die unterschiedliche Funktionsweise des origin of replication und der in ihm codierten Gene. Die Sequenz des Plasmids P15A beispielsweise führt zur Ausprägung des low-copy-Typs, jene vom Plasmid pBR322 zum medium-copy Typ. Eine einfache Punktmutation im Gen für die RNA II des oris des pBR322-Plasmids, kombiniert mit der Deletion eines Kontrollproteins, zum high-copy Typ.
Auch andere Mutationen können zur Erhöhung der Kopienzahl führen. Kopienzahl und Wachstum von plasmidhaltigen Zellen beeinflussen sich wechselseitig. Eine hohe Kopienzahl bedeutet eine hohe metabolische Belastung der Zellen und führt unter Umständen zu deutlich verringertem Wachstum. Die Wachstumsgeschwindigkeit einer Zelle wiederum beeinflusst die Kopienzahl. Eine Verringerung der Wachstumsgeschwindigkeit sorgt für einen Anstieg der Kopienzahl.
Zur Produktion rekombinanter Proteine werden meist Plasmide der Kategorie high-copy eingesetzt. Für diesen Einsatz gelten drei Regeln die nacheinander Anwendung bei der Optimierung der Expressionsleistung finden:
- Hohe Plasmidkopienzahl führt zu hoher Genexpression,[7] allerdings auch zu höherer Toxizität toxischer Proteine.[8]
- Erfolgt trotz Erhöhung der Kopienzahl keine Steigerung der Menge an Expressionsprodukt so besagt die zweite Regel, dass die Produktion von Expressionsprodukten den Limitierungen des Zellmetabolismus unterliegt,[9] da die Transkriptions- bzw. Translationskapazitäten der Zellen erschöpft sein können.[10]
- Die dritte Regel besagt, dass auch die Verringerung der Kopienzahl zur Steigerung der Produktmenge führen kann, da das Plasmid stabiler[11] und damit leistungsfähiger für das gewünschte Produkt ist. Gerade für die Expression von Proteinen, die toxisch für den Wirt sind, eignen sich häufig low-copy-Plasmide.[12]

## Definition der Plasmidkopienzahl
Es existieren in der Fachliteratur unterschiedliche Definitionen der Plasmidkopienzahl. Die zwei häufigsten definieren die Kopienzahl als Plasmidkopien pro Zelle oder als Plasmidkopien pro Chromosom. Weiterhin üblich sind Mengenangaben wie z. B. fmol Plasmid pro mg Trockenbiomasse, relative Angaben die einen Bezug zu einem Vergleichsplasmid herstellen, wie etwa x-fache Kopienzahl bezogen auf ein Wildtypplasmid oder ein Wert für die Produktausbeute mg Plasmid-DNA pro g Zelltrockengewicht.

## Bestimmung der Plasmidkopienzahl
Es gibt verschiedene direkte und indirekte Methoden die Plasmidkopienzahl zu bestimmen. Beim Einsatz indirekter Methoden werden nicht die Plasmide direkt, sondern Genprodukte quantifiziert, wie etwa die Messung der Aktivität von plasmidkodierter β-Lactamase. Hierbei wird ein direkter proportionaler Zusammenhang zwischen Enzymaktivität und Plasmidkopienzahl angenommen. Diese Annahme trägt jedoch nicht der Tatsache Rechnung, dass die Expression eines Enzyms und die Enzymaktivität von anderen Faktoren beeinflusst werden die unabhängig von der Plasmidkopienzahl sind. Daher ist diese Methode nur eingeschränkt nutzbar. Ähnliche Systeme existieren mit anderen Reporterproteinen wie Luziferase.
Bei direkten Methoden zur Bestimmung der Kopienzahl wird die Plasmidmenge nach einem Zellaufschluss bestimmt. Neben der Dot-Blot-Methode, bei der die Plasmidmenge häufig durch radioaktiv markierter Gensonden bestimmt wird <...?>.
Am häufigsten erfolgt hierbei nach dem Zellaufschluss eine Isolierung bzw. eine Trennung der Plasmide von der chromosomalen DNA. Die hierfür verwendeten Methoden sind HPLC, Dichtegradientenzentrifugation oder Gelelektrophorese sowie gepulste Gelelektrophorese. Die Plasmidmenge wird hierbei über unterschiedliche Methoden quantifiziert. Etwa durch UV-Absorption bei der HPLC oder durch die Messung der Radioaktivität bei einer Dichtegradientenzentrifugation. Hierzu müssen vorher bei der Replikation der Plasmide Radionuklide für den Einbau vorgelegt werden. Ebenfalls zur Quantifizierung der Plasmide nach einer Gelelektrophorese kann ein Southern Blot eingesetzt werden oder auch durch markierte Gensonden erfolgen.
Die Bestimmung von Plasmidkopienzahlen nach den genannten Methoden erzeugt immer einen Durchschnittswert, der durch plasmidfreie Zellen in der Kultur stark verfälscht werden kann.